# Dagen (2002)
 For alternative betydninger, se Dagen. (Se også artikler, som begynder med Dagen)
Dagen var det første nystartede landsdækkende danske dagblad i noget nær 50 år. Det udkom med 41 numre i perioden 22. oktober til 6. december 2002, hvor bladet gik i betalingsstandsning med et driftsunderskud på 34,9 millioner kroner. Konkursen var en realitet den 13. december 2002.
Bag avisen stod pengemanden Peter Linck og i chefredaktørstolen sad Kresten Schultz Jørgensen.
Den måske største succes havde Dagen som mediebegivenhed. Dækningen var intens, og fænomenet blev kaldt alt fra "et oppusteligt luftkastel i dotcom-klassen" til "min generations gode mulighed for at sætte en dagsorden og gøre en forskel i et ellers alt for rigidt mediebillede." Den redaktionelle vision fokuserede på at være et dansk dagblad, der tog udgangspunkt i en global virkelighed, hvor industrisamfundets ideologiske indholds-kategorier ikke længere føles tidssvarende, og hvor journalistiske kategorier som indland/udland, erhvervsstof/politik/kultur ikke længere repræsenterer læsernes praktiske virkelighed. Dagen brugte endvidere fortællende journalistik til at kvalificere gængse fortælletekniske værktøjer.
Avisprojektet fik et retsligt efterspil, idet Peter Linck den 13. oktober 2006 i Københavns Byret blev idømt seks måneders betinget fængsel for at have udstedt delvist fiktive fakturaer for annoncering i avisen. Dommen blev stadfæstet af Østre Landsret 29. maj 2007. Begivenhederne omkring Dagens storhed og fald er beskrevet i bogen Ingen kender Dagen af Mads Brügger og Nikolaj Thomassen.